# Буйневич, Павел Николаевич
Павел Николаевич Буйневич (бел. Павел Мікалаевіч Буйневіч; 15 октября 1912, Новые Громыки, Могилёвская губерния — 14 марта 1995, Гомель) — старшина Советской Армии, участник Польского похода РККА, советско-финской и Великой Отечественной войн, Герой Советского Союза (1945).

## Биография

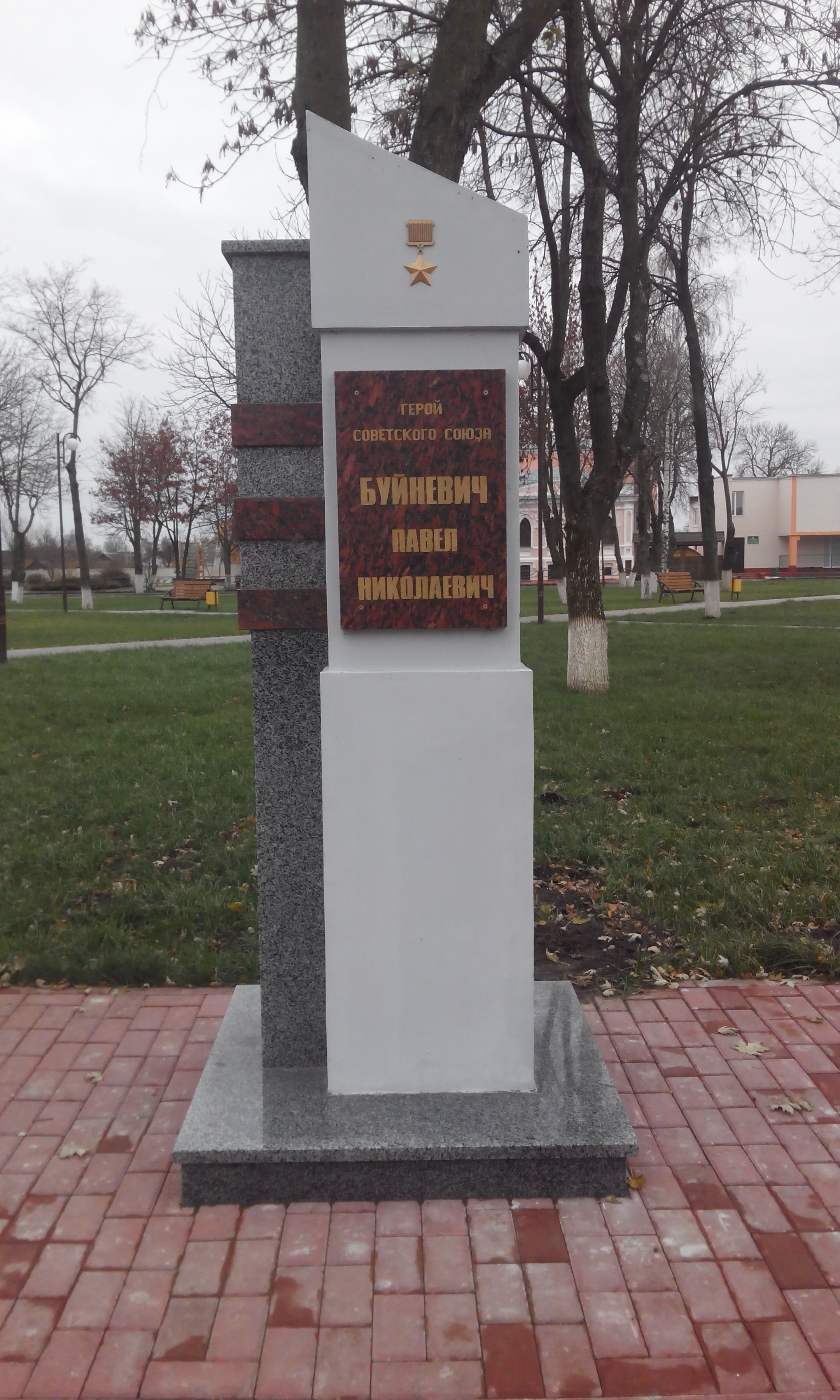
Стела в честь П. Н. Буйневича на Аллее Героев — знаменитых уроженцев Ветковского района.

Павел Буйневич родился 2 (по новому стилю — 15) октября 1912 года в деревне Новые Громыки (ныне — Ветковский район Гомельской области Беларуси) в семье крестьянина. Окончил четыре класса школы и курсы трактористов, после чего работал механизатором Закружской машинно-тракторной станции. В 1934 году Буйневич был призван на службу в Рабоче-крестьянскую Красную Армию, где стал командиром отделения в кавалерийском полку. Принимал участие в Польском походе РККА и советско-финской войне. После окончания последней Буйневич был уволен в запас и вернулся на родину, где работал трактористом.
В первый же день войны Буйневич добровольно пришёл в военный комиссариат и был направлен в отдельный зенитный дивизион ПВО, где стал сначала вычислителем, затем командиром орудия. Участвовал в обороне Гомеля. За период с 22 июня по 10 августа 1941 года дивизион Буйневича сбил 42 самолёта противника и задержал 20 лазутчиков, заброшенных с парашютами. 11 августа дивизион был погружен на железнодорожные платформы для прикрытия военных эшелонов, следовавших до Орла. В ходе выполнения этой боевой задачи дивизион сбил ещё 30 вражеских самолётов. В начале октября 1941 года Буйневич в составе своего подразделения попал в окружение в Вяземском котле Западного фронта. По приказу командования орудия были уничтожены, а личный состав дивизиона прорвался в леса в Брянской области. Буйневич вошёл в партизанскую группу из 42 прорвавшихся из окружения. Когда группа объединилась с другим партизанским отрядом, Буйневич был назначен командиром отделения. Буйневич принимал участие в разгроме немецких карательных экспедиций, гарнизонов в населённых пунктах.
27 сентября 1943 года в районе села Очеса-Рудня Брянской области партизаны отряда Буйневича объединились с Красной Армии. Буйневич участвовал в освобождении Белорусской ССР, в том числе своих родных мест, освобождении Рогачёва, Коростеня, Сарнов, Столина, Пинска, Варшавы, взятии Берлина. Неоднократно посылался в разведку, доставлял ценных «языков». К январю 1945 года сержант Павел Буйневич командовал орудием 447-го стрелкового полка 397-й стрелковой дивизии 61-й армии 1-го Белорусского фронта. Отличился во время Висло-Одерской операции.
14 января 1945 года к югу от Варшавы, когда наступавшие советские части попали под массированный вражеский огонь, расчёт Буйневича выкатил орудие на прямую наводку и уничтожил пять огневых точек противника. Когда пехота поднялась в атаку и пошла в наступление, артиллеристы катили орудие, расстреливая в упор огневые точки. 16 января в ходе прорыва обороны противника Буйневич уничтожил 8 огневых точек, 10 станковых пулемётов и 45 вражеских солдат и офицеров.
Указом Президиума Верховного Совета СССР от 27 февраля 1945 года за образцовое выполнение боевых заданий командования на фронте борьбы с немецко-фашистскими захватчиками и проявленные при этом мужество и героизм сержант Павел Буйневич был удостоен высокого звания Героя Советского Союза с вручением ордена Ленина и медали «Золотая Звезда» за номером 7206.
За годы войны Буйневич был четыре раза ранен. После окончания войны в 1945 году Буйневич был демобилизован и вернулся на родину. В 1948 году он был в третий раз призван в армию, где служил до 1967 года. Был уволен в запас в звании старшины. С 1967 года работал председателем своего родного колхоза, затем проживал в Гомеле, работал в Центральном отделе вневедомственной охраны.
Умер 14 марта 1995 года, похоронен в городе Ветка Гомельской области.

## Награды и звания

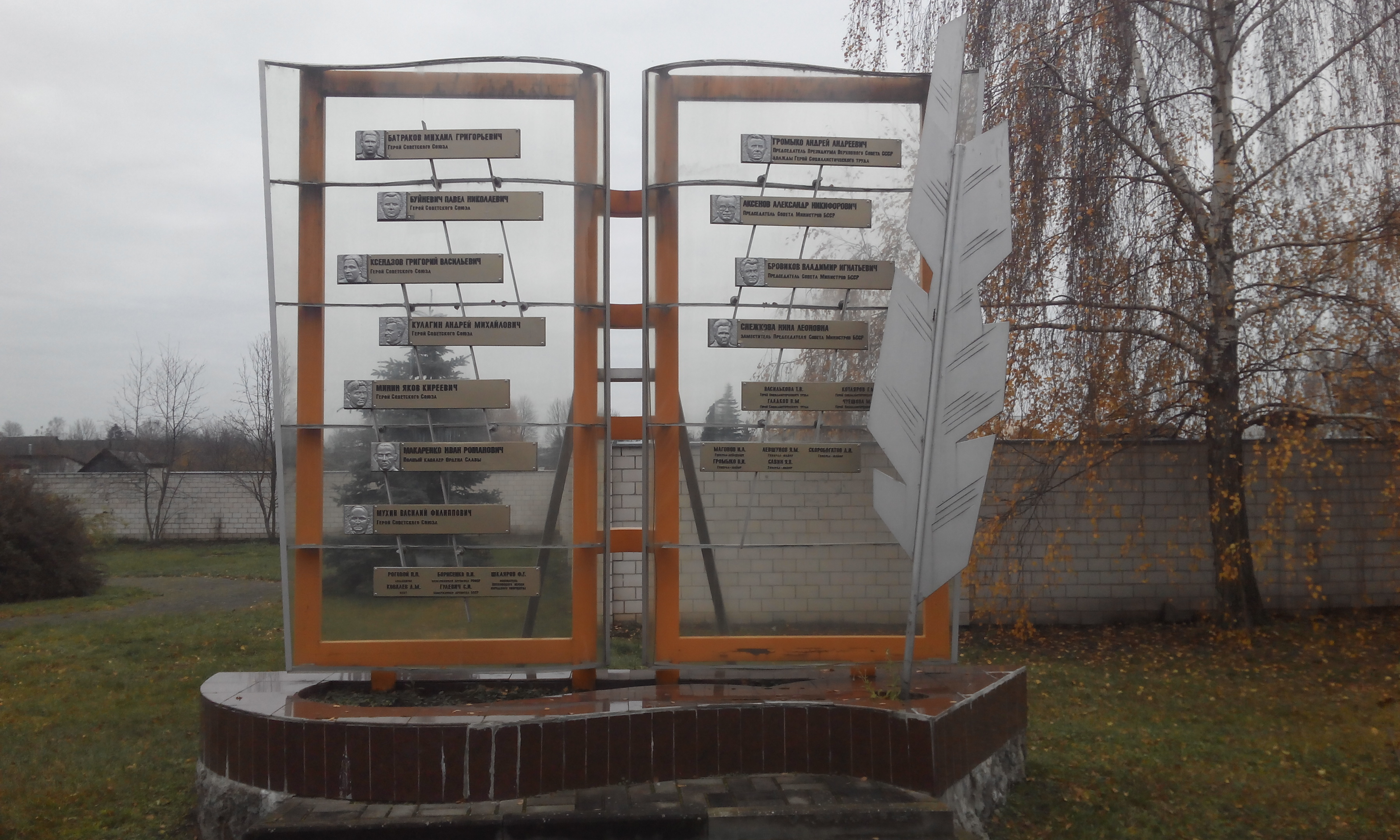
Памятник известным уроженцам Ветковского района в Ветке (Гомельской области)

Награждён двумя орденами Отечественной войны I степени и одним — II степени, Красной Звезды, Славы III степени, а также пятнадцатью медалями.
Почётный гражданин города Ветка.

## Память
- В 2012 году одной из улиц в Новобелицком районе г. Гомеля присвоено имя П. Н. Буйневича[2].
- На доме, где в Гомеле жил Буйневич, установлена мемориальная доска в память о нём[1].
- Барельеф с именем на памятнике известным уроженцам Ветковского района. Памятник в форме раскрытой книги установлен в Ветке (Гомельская область).
- Стела в честь П. Н. Буйневича на Аллее Героев — знаменитых уроженцев Ветковского района. Расположена в Ветке (Гомельская область), на центральной площади.
- Стела в честь П. Н. Буйневича установлена на Аллее Героев в Гомеле (ул. Советская)[3][4].
- Имя П. Н. Буйневича присвоено улице в г. Ветка Гомельской области — бел. «вулiца Пáўла Буйне́вiча»; рус. «улица Па́вла Буйне́вича» (2024)[5].
- 3 июля 2025 года в Гомеле прошла церемония награждения, посвящённая памяти Героя Советского Союза Павла Буйневича.